# Neusticurus rudis
Neusticurus rudis — вид ящірок родини гімнофтальмових (Gymnophthalmidae). Мешкає в Південній Америці.

## Поширення і екологія
Neusticurus rudis мешкають у Венесуелі, Гаяні, Суринамі, Французькій Гвіані і Бразилії (Амапа, Амазонас, Пара і Рондонія). Вони живуть у вологих рівнинних і гірських тропічних лісах, на берегах струмків.\